# زانکت پتر (بادن-وورتمبرگ)
زانکت پتر (بادن-وورتمبرگ) (به آلمانی: St. Peter) یک شهر در آلمان است که در برایگاو-هخشوارتسوالد واقع شده‌است.